# Bernardino Poccetti
Bernardino Poccetti (Florencia, 26 de agosto de 1548 - 10 de octubre de 1612), también llamado Barbatelli o Bernardino delle Grottesche, fue un pintor y decorador italiano del Manierismo.

## Biografía

### Comienzos. Grandes ciclos decorativos
Comenzó su aprendizaje como decorador de fachadas y techos. En 1570 ingresó en la Accademia di Belle Arti, el gremio de los artistas. Sus inicios fueron en el taller de Michele Tosini, con quien participó en la decoración del Chiostro Grande de Santa Maria Novella en la década de los 80. En 1583-85 colaboró en la realización de los frescos del Palazzo Capponi, donde su trabajo expresa un brillante tardomanierismo.
En su trabajos de decoración en la Certosa di Galluzzo, muestra un fino naturalismo conseguido gracias a un dibujo flexible y a su aguda captación de la luz (Muerte y traslación del cuerpo de San Bruno, 1592-93). La composición es sencilla geométricamente, con efectos cercanos a la simetría. En esta obra encontramos recuerdos del gran arte renacentista: el Rafael cumbre del Alto Renacimiento, y la maestría quattrocentista de Ghirlandaio.
Su trabajo en la Cappella del Giglio, en Santa Maria Maddalena dei Pazzi (1599) es rica en efectos ilusionistas. El dibujo de Poccetti les da a sus figuras un sentido cautivador, cada vez más cercanas al espíritu de la Alta Maniera, con algo de su caprichosa elegancia.

### Fase contramanierista
En la parte final de su carrera, formó parte del movimiento que se ha llamado Contramaniera, junto a artistas como Santi di Tito, Domenico Cresti, Domenico Passignano, Ludovico Cigoli, Jacopo da Empoli, Andrea Boscoli y Gregorio Pagani. Debido a su formación primitiva como decorador de fachadas y grutescos, nunca perdió su interés por el valor ornamental de las formas. Siempre intentó la conciliación de la verdad y la elegancia, conservando la complicación en el dibujo propia del Manierismo. Esto le distingue de sus compañeros contramanieristas, que intentaron un grado mayor de naturalismo en sus pinturas. Siempre fue fiel en el fondo a los principios del Manierismo, y aunque incluyó detalles naturalistas en su trabajo, siempre fueron ajenos a la esencia de su estilo.
Realizó grabados con el tema de la Crucifixión y Cristo portando la Cruz, de factura poderosa. Sin embargo, no se prodigó más en el arte del grabado.

## Obras destacadas

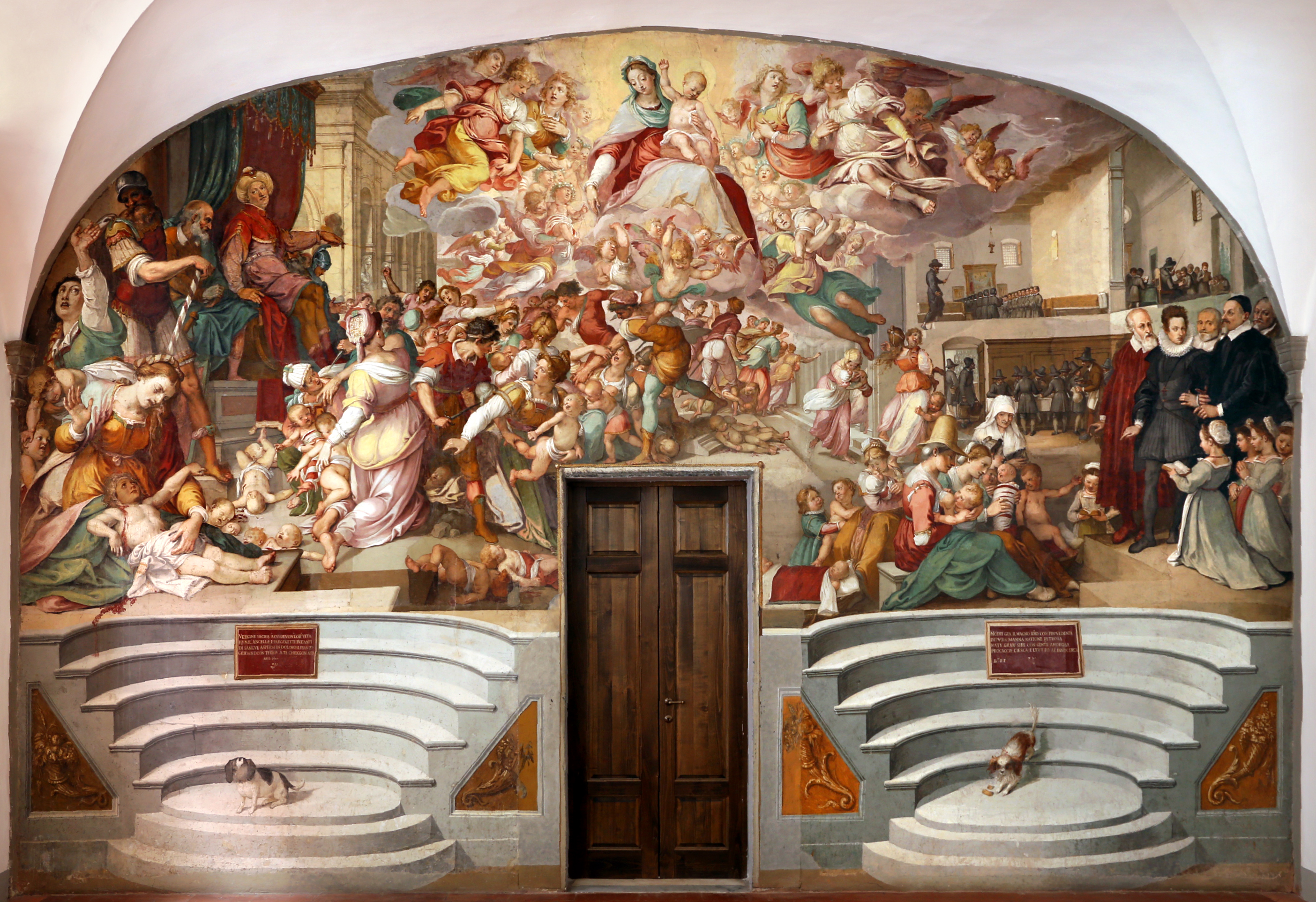
Matanza de los Inocentes (detalle), Ospedale degli Innocenti, Florencia.

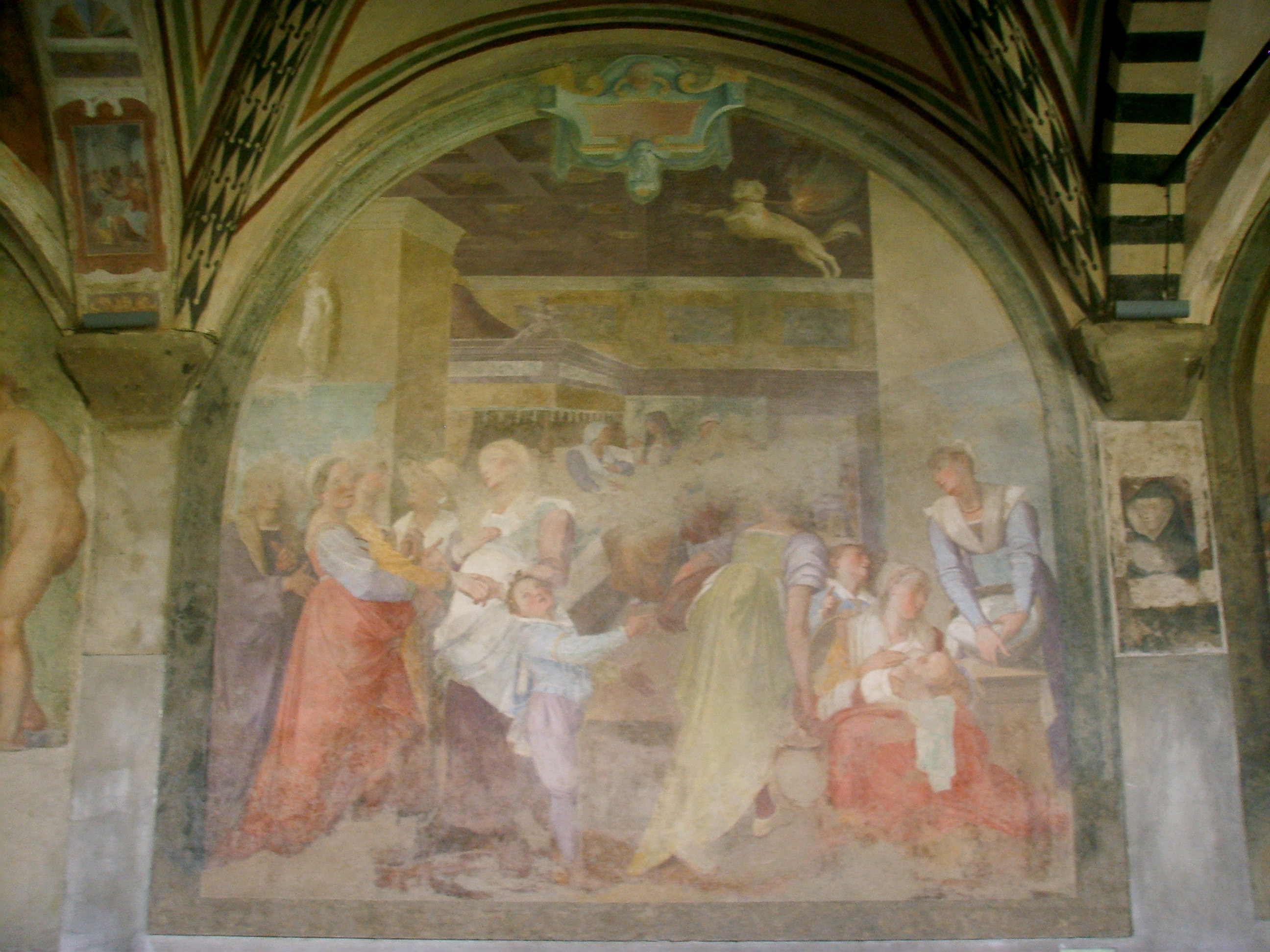
Predicación de Jesús, Chiostro Grande, Santa Maria Novella, Florencia.

### Decoraciones al fresco
- Frescos del Chiostro Grande de Santa Maria Novella
- Frescos de la Certosa di Galluzzo (Escenas de la Vida de San Bruno, 1592-93)
- Frescos del Palazzo Capponi, Florencia
- Frescos del claustro de la Confraternità di San Pier Maggiore, San Pierino
- Frescos de la Certosa di Val d'Ema, Galluzzo
  - Funeral y traslación del cuerpo de San Bruno (1592-93)
- Frescos de la Cappella Neri o del Giglio en Santa Maria Maddalena dei Pazzi, Florencia (1599)
- Frescos del Palazzo Usimbardi, ahora Acciaiuoli (1603)
- Frescos del claustro de San Antonio en San Marco, Florencia (comenzado en 1602)

### Lienzos
- San Zenobio convierte a la Fe al pueblo florentino (1588-89, Gallerie Fiorentine)
- Matanza de los Inocentes (Florencia, Ospedale degli Innocenti, 1610)